# Flint (Michigan)
Flint település az Amerikai Egyesült Államok Michigan államában, Genesee megyében, melynek megyeszékhelye is. Lakosainak száma 81 252 fő (2020. április 1.).

## Népesség
A település népességének változása:
| Lakosok száma | 102 434 | 100 515 | 81 252 |
|               | 2010    | 2012    | 2020   |